# Al-Kanatir
Al-Kanatir (arab. القناطر) – wieś w Syrii, w muhafazie Aleppo. W 2004 roku liczyła 1045 mieszkańców.